# Falcuna confluens
Falcuna confluens är en fjärilsart som beskrevs av Karl Grünberg 1908. Falcuna confluens ingår i släktet Falcuna och familjen juvelvingar. Inga underarter finns listade i Catalogue of Life.